# Église Saint-Martin de Montaigu-les-Bois
Pour les articles homonymes, voir Église Saint-Martin.
L'église Saint-Martin est une église catholique située à Montaigu-les-Bois, en France.

## Localisation
L'église est située dans la commune de Montaigu-les-Bois, dans le département français de la Manche.

## Historique
L'église est inscrite au titre des monuments historiques depuis le 25 septembre 1985.

## Mobilier

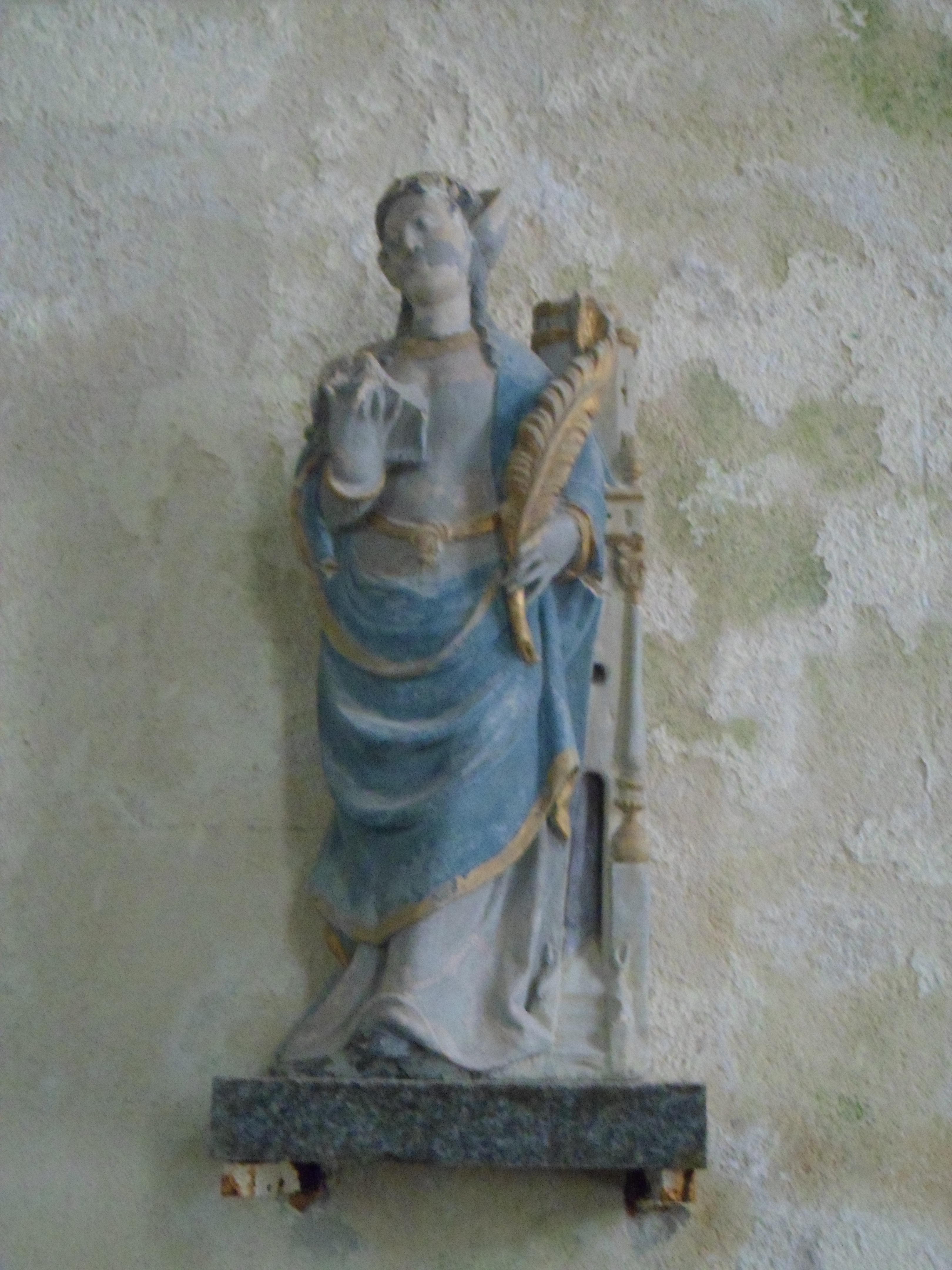
La statue de sainte Barbe.

L'édifice contient une statue de sainte Barbe du XVIe siècle.